# الدوري السلوفيني لكرة القدم 1970–71
الدوري السلوفيني لكرة القدم 1970–71 هو موسم من الدوري السلوفيني لكرة القدم ‏. فاز فيه ND Slovan ‏.